# رود اردر
رود اردر (به فرانسوی: Erdre) یک رود در فرانسه است که در لوآر-آتلانتیک واقع شده‌است.